# Johannes Johnson
Johannes Johnson, född 1 maj 1864, död 13 juni 1916, var en norsk präst som verkade som missionär på Madagaskar 1892–1911 samt som lärare vid prästseminarium vid teologiska institutionen i Oslo. Han avled i Oslo vid 52 års ålder.
Utöver i norska psalmböcker, finns han representerad i Den svenska psalmboken 1986 med den norska originaltexten En dalende dag, en stakket stund översatt till svenska för psalm (nr 624).

## Psalmer
- En dalande dag, en flyktig stund (1986 nr 624) skriven 1906. Finns på Wikisource.